# Taaken
Taaken ist heute ein Ortsteil der Gemeinde Reeßum in der Samtgemeinde Sottrum im Landkreis Rotenburg (Wümme) in Niedersachsen. Taaken war bis 1969 eine selbstständige Gemeinde und hat heute etwa 380 Einwohner.

## Geschichte
Erste Besiedlungen im Raum Taaken soll es bereits in der Zeit um 4000 bis 2000 v. Chr. gegeben haben. Dieses geht aus Grabfeldern hervor. Erste schriftliche Darstellungen stammen von den Römern um Christi Geburt. Zu der Zeit war im Gebiet Taaken der germanische Stamm der Chauken ansässig.
Etwa 200 n. Chr. wurden die Chauken von den vordringenden Sachsen verdrängt. Das Gebiet war in Gaue eingeteilt. Taaken gehörte zum Gau Waldsati („derer, die im Walde leben“). Erstmals urkundlich erwähnt wurde der Ort 1437 als „Tho Taken“, später schrieb man „Takken“ oder auch „Taken“. Das Jordebuch aus der Schwedenzeit erwähnt für das Jahr 1694 insgesamt 17 Feuerstellen im Dorf, im Jahr 1770 waren es 20 und im Jahr 1784 schließlich 19 Feuerstellen.
1969 haben sich die Gemeinden Sottrum, Taaken, Clüversborstel, Bötersen, Everinghausen, Hassendorf, Hellwege, Höperhöfen, Winkeldorf, Schleeßel, Stapel, Stuckenborstel und Reeßum freiwillig zur Samtgemeinde Sottrum zusammengeschlossen. Ab 1970 kamen weitere Ortschaften zur Samtgemeinde hinzu.
Am 1. März 1974 wurde Taaken in die Gemeinde Reeßum eingegliedert.

## Bauwerke
- Wohn- und Wirtschaftsgebäude Rüssend 21 von 1841 als Häuslingshaus in Fachwerk mit reetgedeckten Krüppelwalmdach

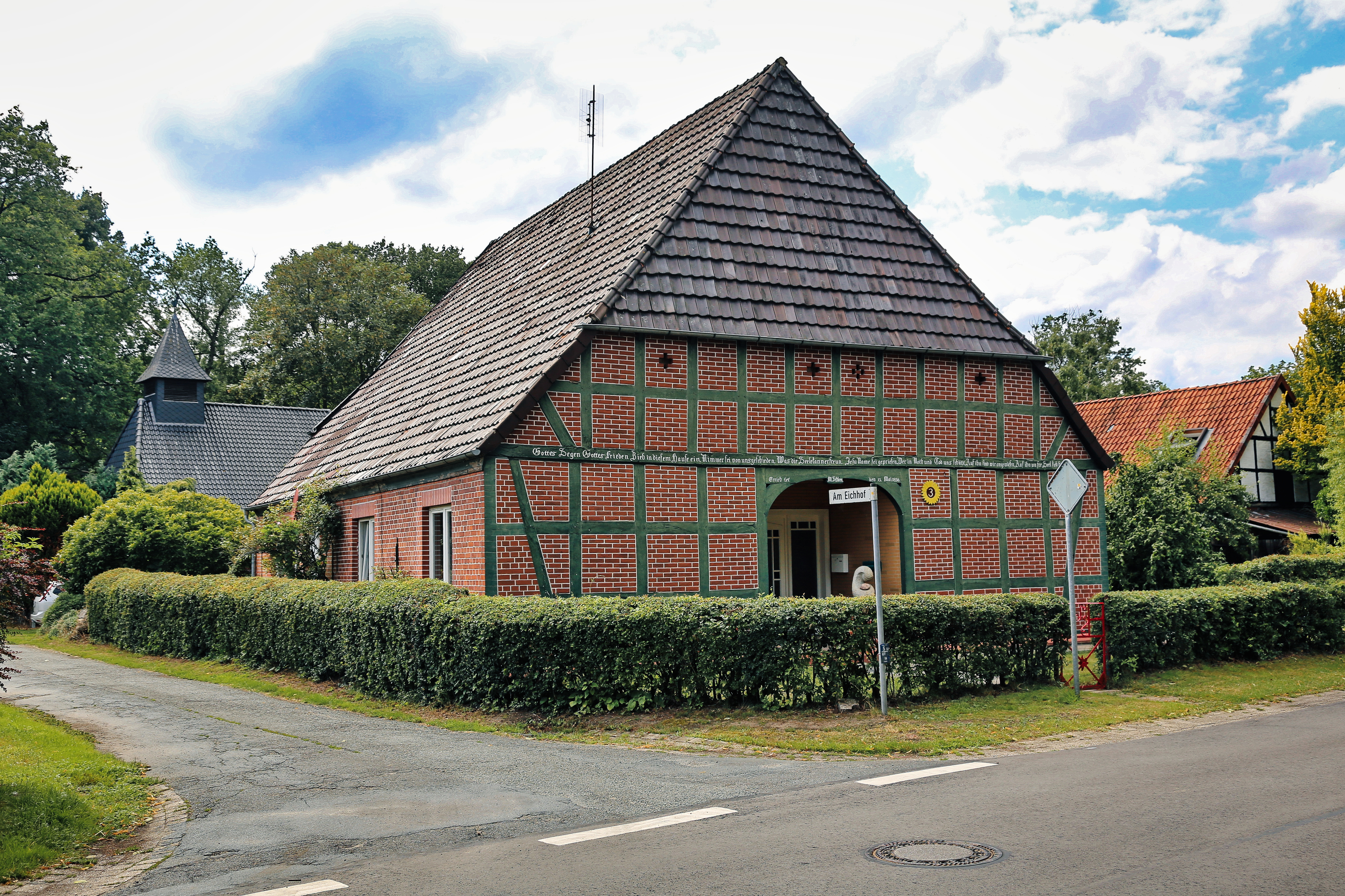
Altes Schulhaus von 1854
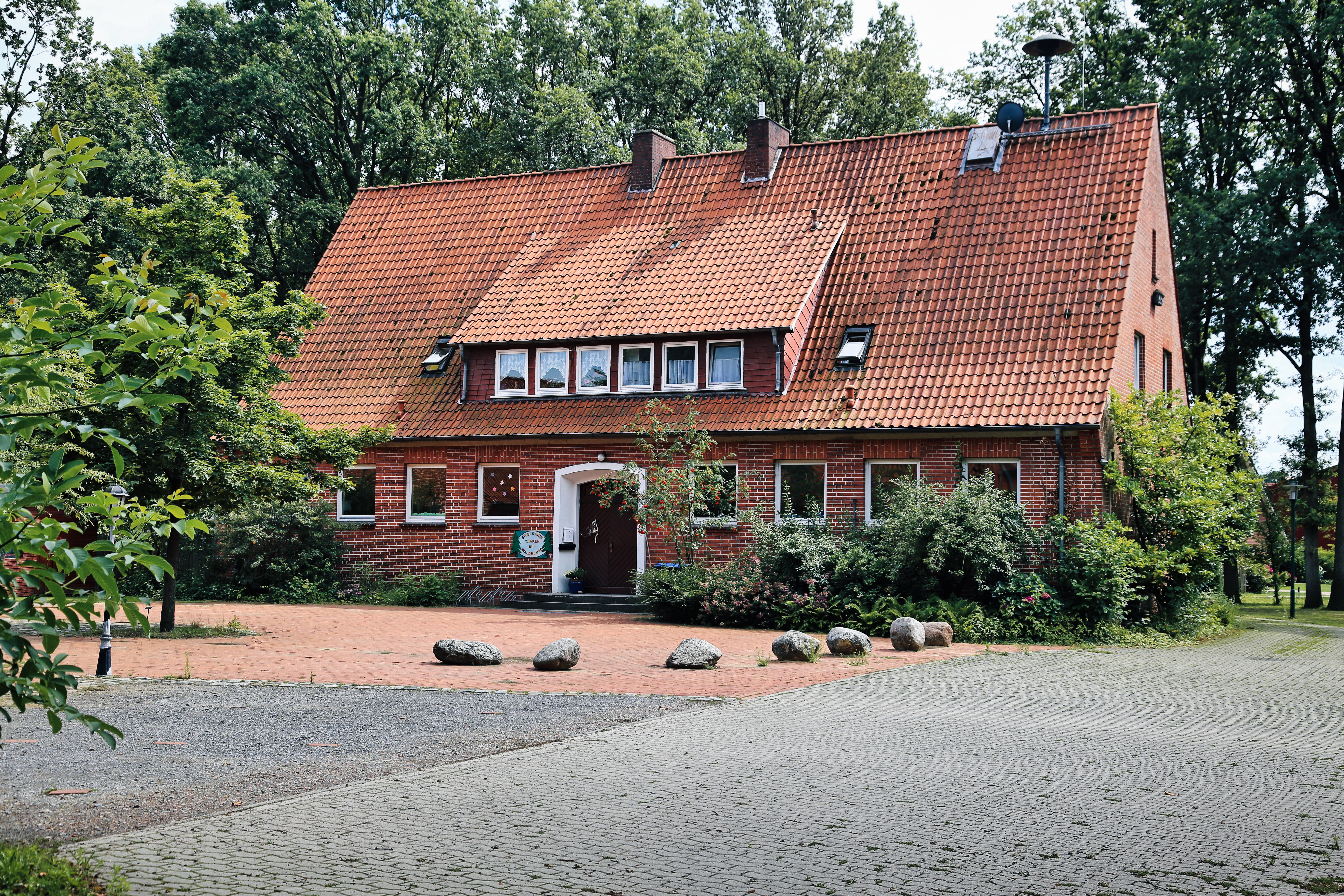
Schulhaus von 1954
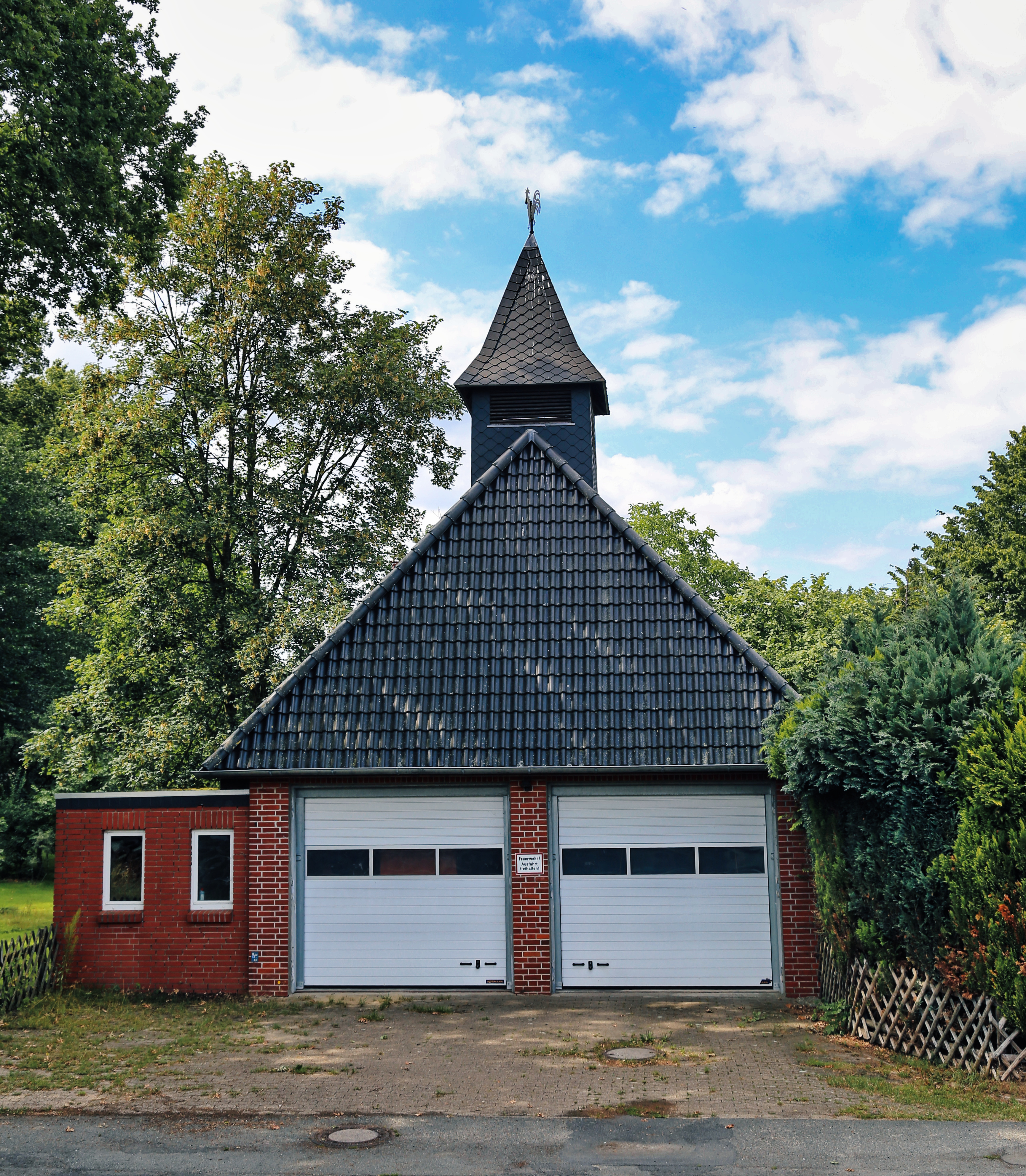
Spritzenhaus von 1965
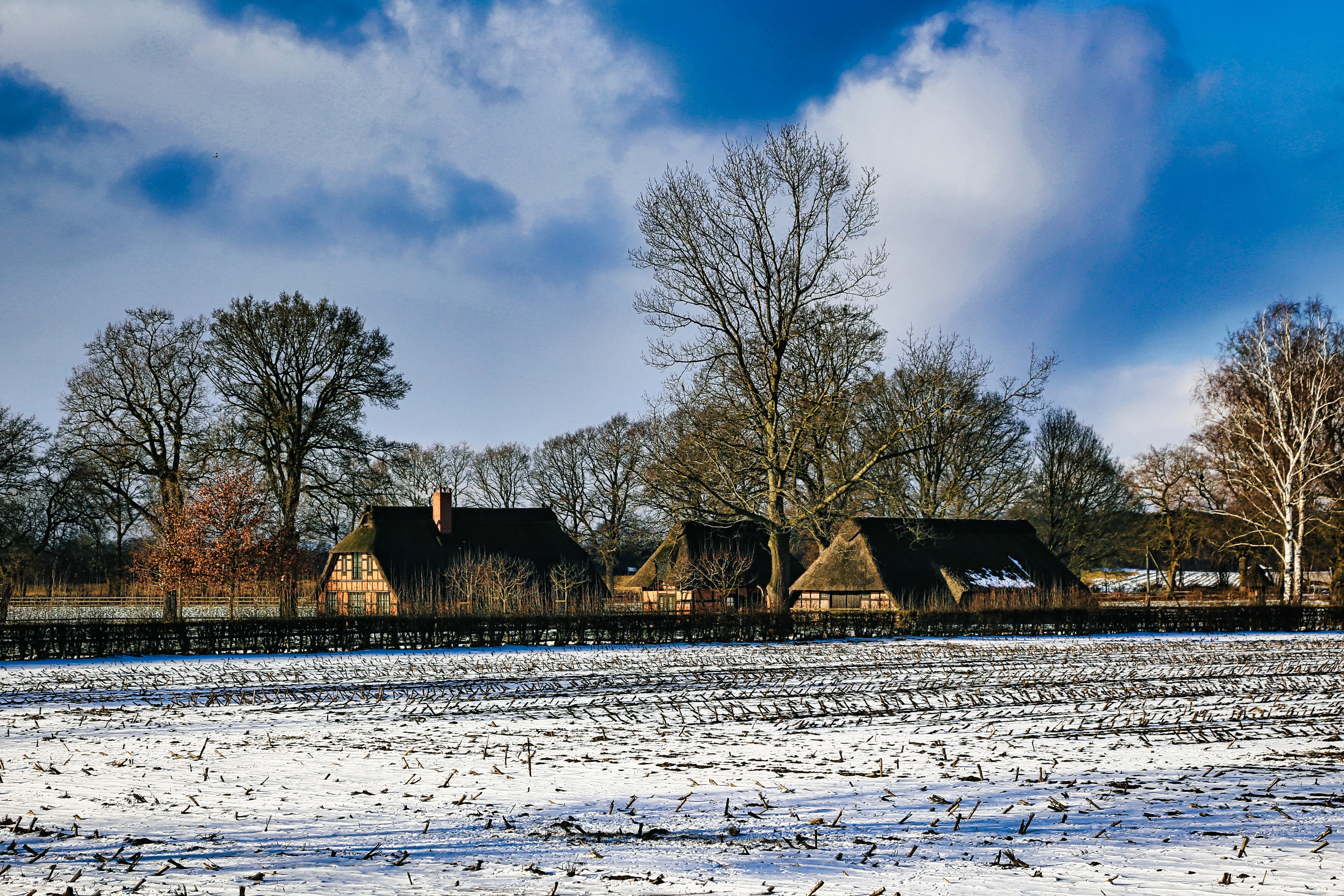
Ein Wohnhaus
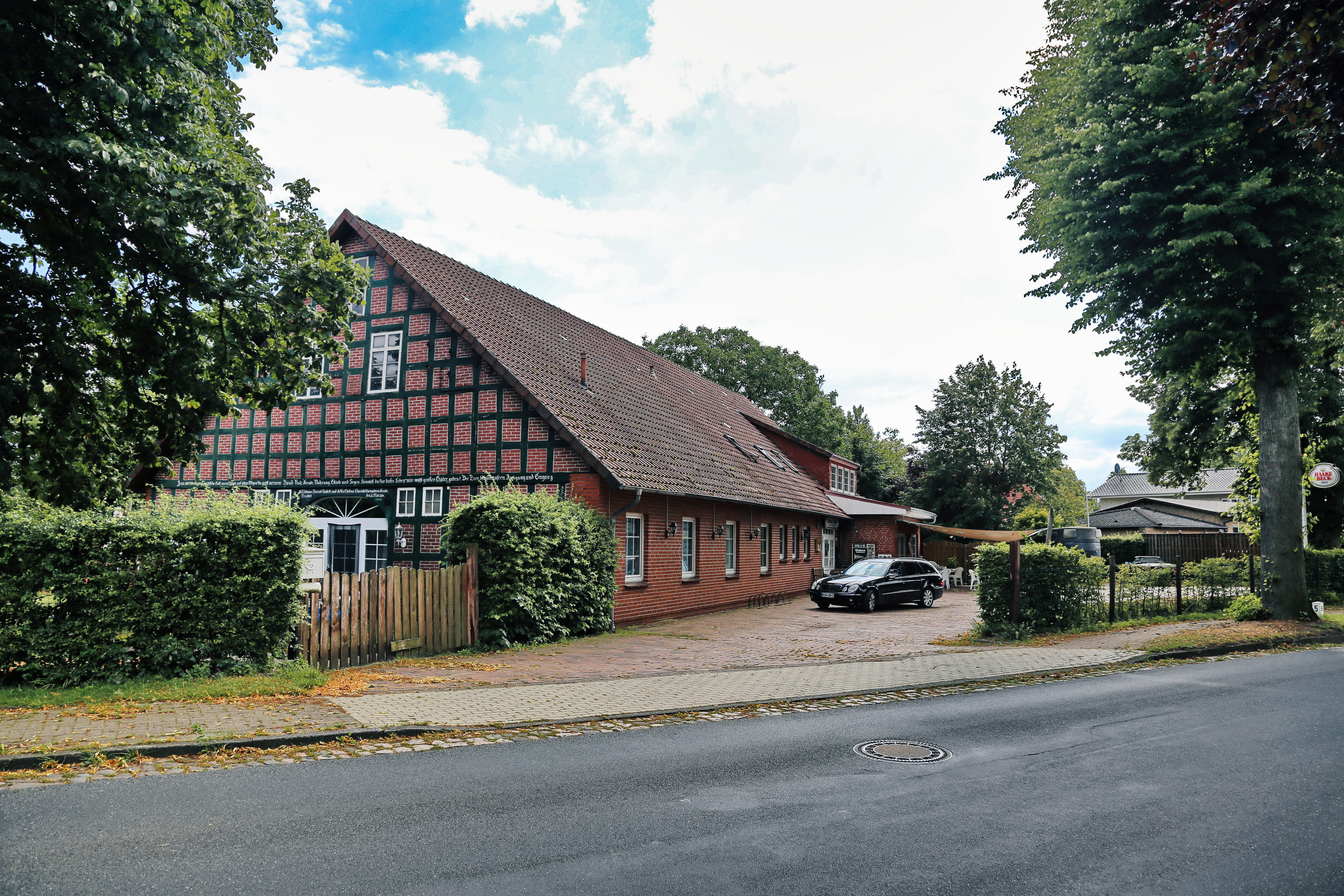
Ehemaliges Gasthaus in der Ortsmitte
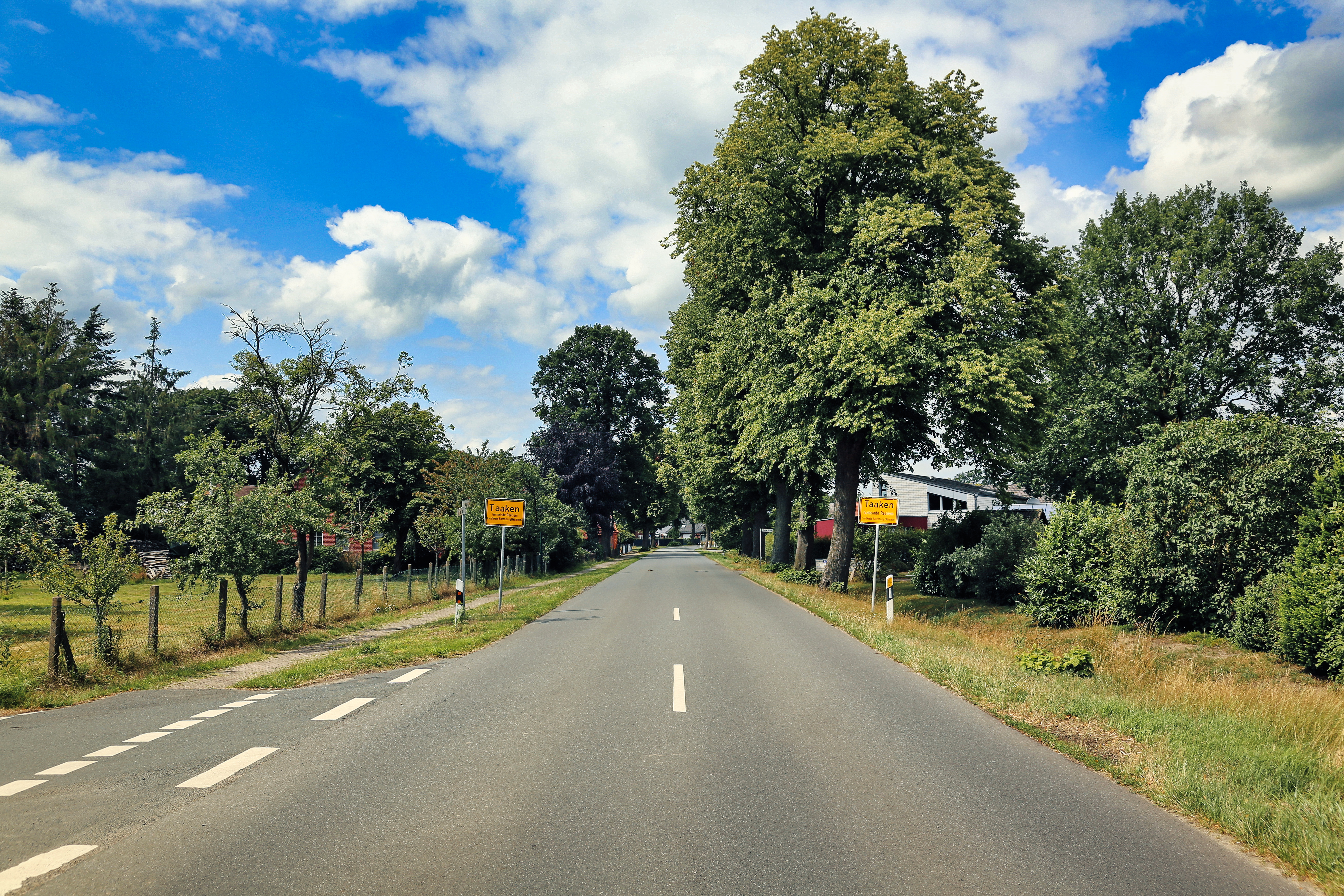
Ortseinfahrt aus Südosten
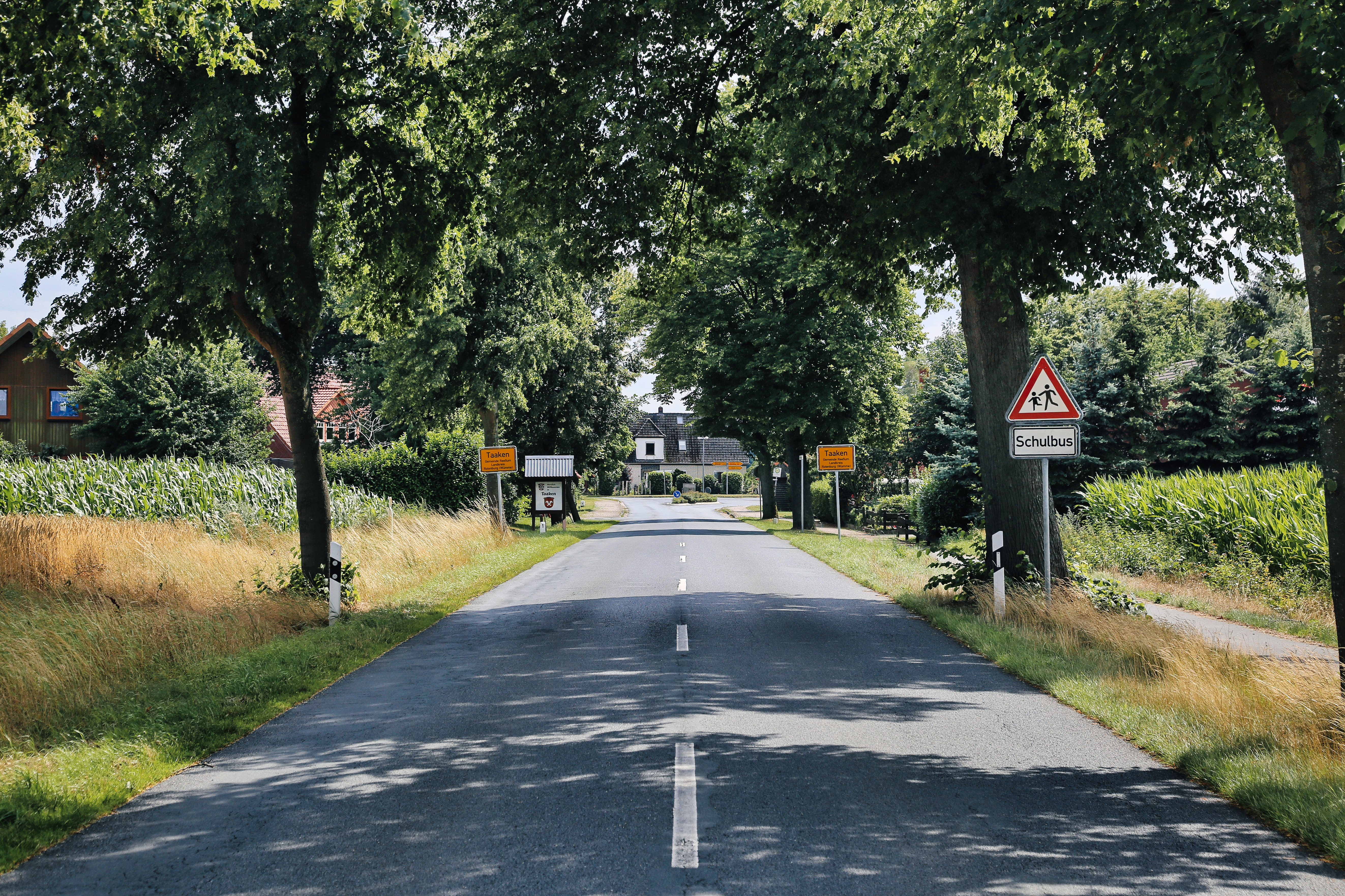
Ortseinfahrt in Richtung Süden
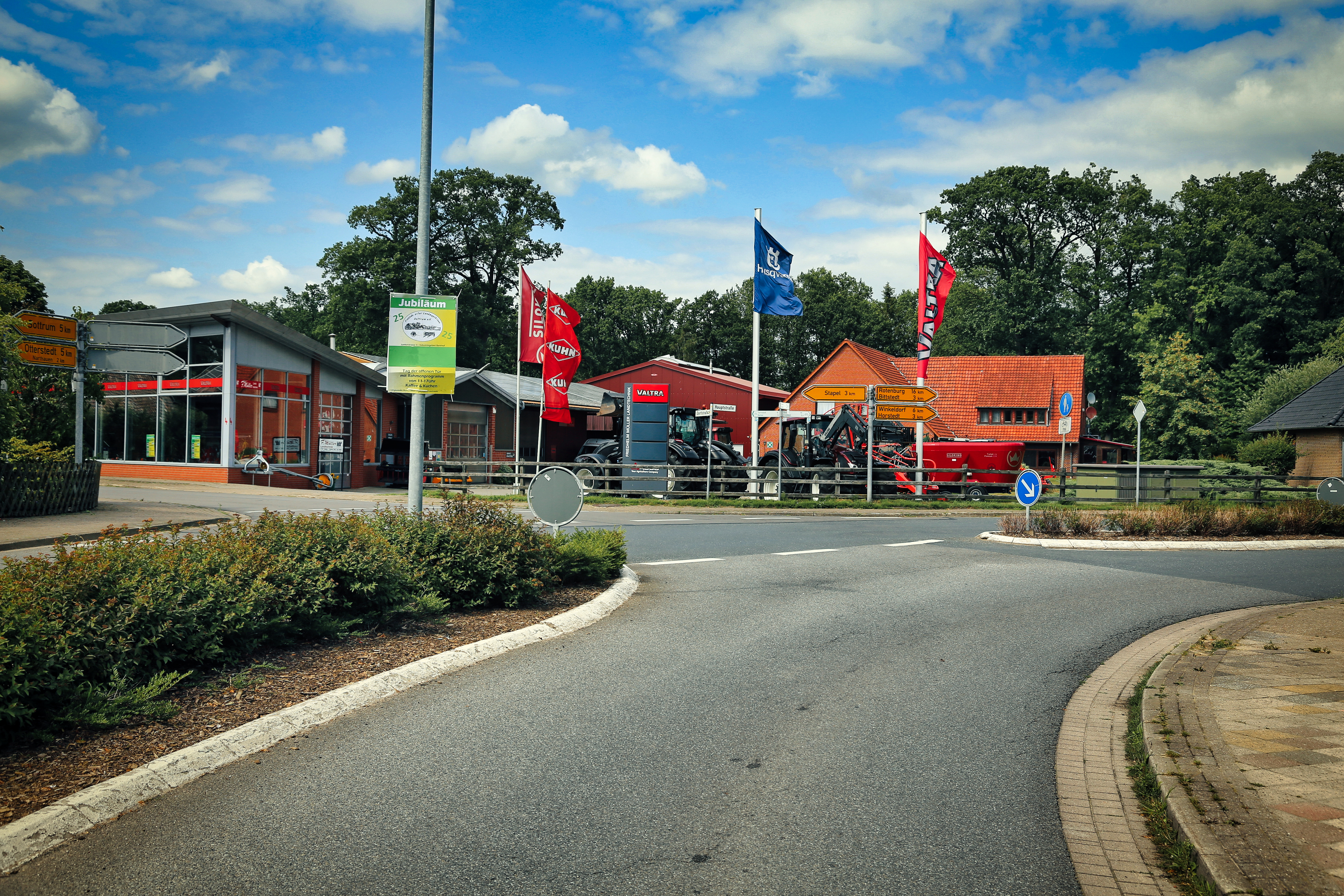
Kreuzung in der Ortsmitte
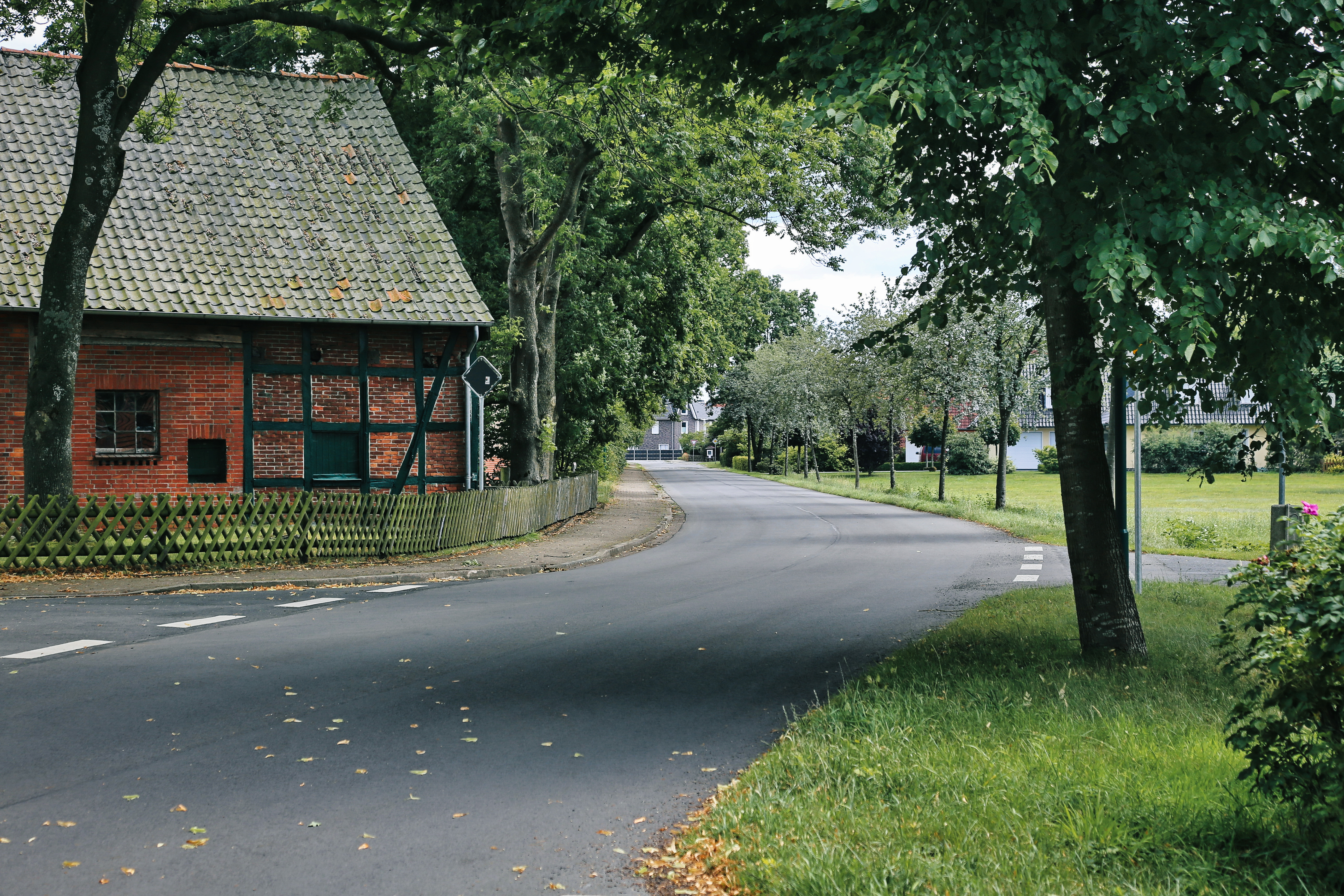
Ortsmitte mit Blickrichtung Südosten
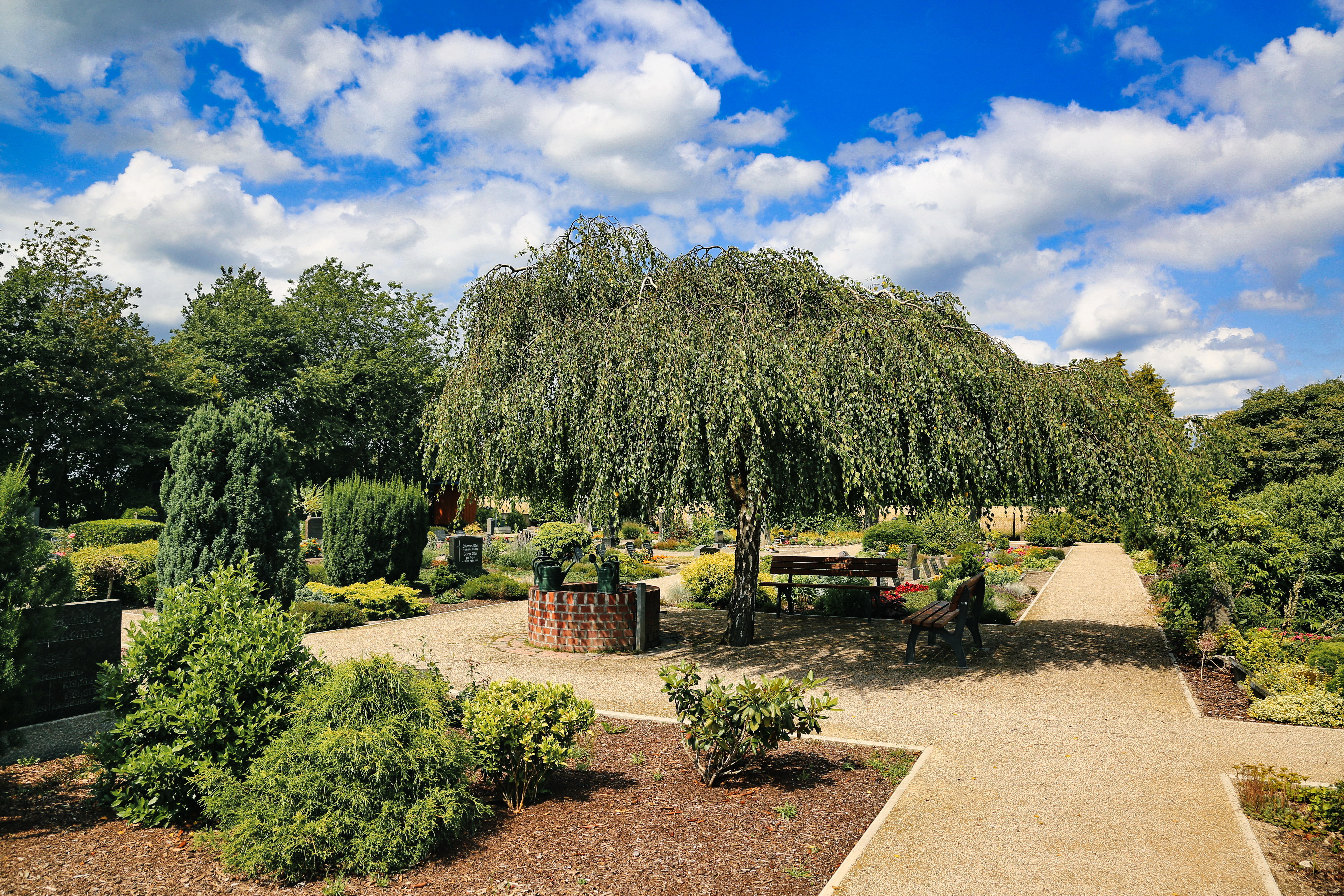
Friedhof
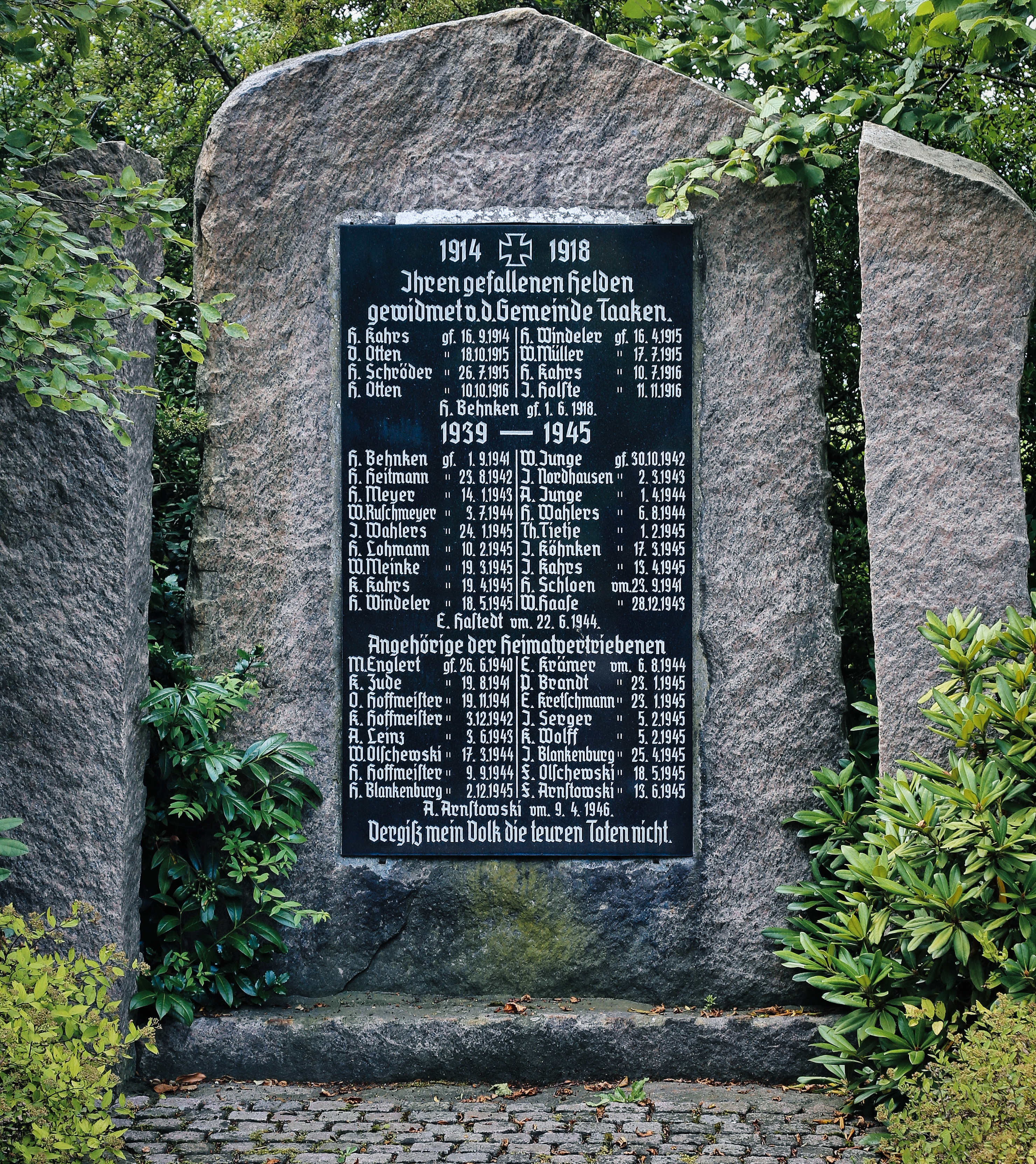
Kriegerdenkmal auf dem Friedhof

## Belege
1. ↑  Vgl. Zeitschrift des Historischen Vereins für Niedersachsen, Verlag Lax, Hildesheim und Leipzig, S. 176: Tho Sottrum einen Hoff, Tho Wassenschen tweh Höfe, Tho Taken einen Hoff, Tho Horsten einen Hoff.
2. ↑  Statistisches Bundesamt (Hrsg.): Historisches Gemeindeverzeichnis für die Bundesrepublik Deutschland. Namens-, Grenz- und Schlüsselnummernänderungen bei Gemeinden, Kreisen und Regierungsbezirken vom 27. 5. 1970 bis 31. 12. 1982. W. Kohlhammer GmbH, Stuttgart und Mainz 1983, ISBN 3-17-003263-1, S. 245.